# سايمور بيرنستاين
سايمور بيرنستاين (بالإنجليزية: Seymour Bernstein)‏ هو عازف بيانو أمريكي، ولد في 24 أبريل 1927 في نيوآرك في الولايات المتحدة.

## وصلات خارجية
- سايمور بيرنستاين على موقع IMDb (الإنجليزية)
- سايمور بيرنستاين على موقع ميوزك برينز (الإنجليزية)
- سايمور بيرنستاين على موقع ديسكوغز (الإنجليزية)
- سايمور بيرنستاين على موقع قاعدة بيانات الفيلم (الإنجليزية)